# Hans Flesch-Brunningen

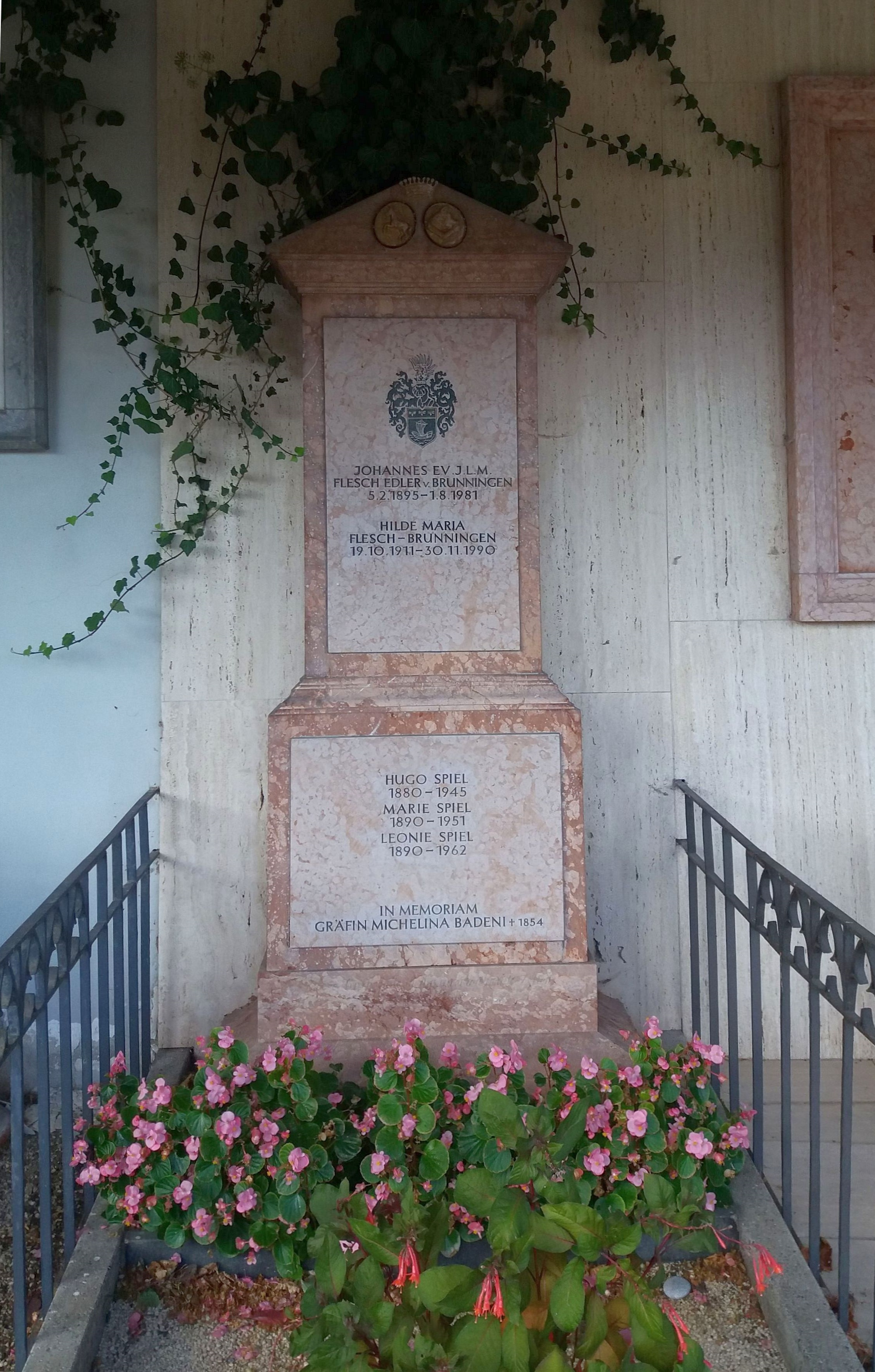
Grab der Familien Flesch-Brunningen und Spiel auf dem Friedhof Bad Ischl

Hans Flesch-Brunningen (geboren als Johannes Evangelista Luitpold Flesch Edler von Brunningen; Pseudonyme: Johannes von Bruning, Vincent Brun, Flesch-Brun; * 5. Februar 1895 in Brünn, Österreich-Ungarn; † 1. August 1981 in Bad Ischl, Oberösterreich) war ein österreichischer Schriftsteller und Übersetzer. 

## Leben
Hans Flesch-Brunningen entstammte der 1530 aus Prag nach Frankfurt gezogenen ursprünglich jüdischen Familie Flesch. Isidor Vincenz Flesch, Fabrikbesitzer in Brünn, erhielt 1879 den erblichen österreichischen Adelsstand als "Edler von Brunningen". Hans Flesch-Brunningens Onkel war der Wiener Architekt Gustav Flesch-Brunningen, der 1904 das Schwarzspanierhaus erbaute, seine Tante die Malerin Luma von Flesch-Brunningen, sein Cousin war der Regisseur und Bühnenbildner Gustav Manker.
Der junge Hans Flesch Edler von Brunningen wuchs in Abbazia und in Wien auf. Er besuchte das Hietzinger Gymnasium und gab als Gymnasiast zusammen mit Hans Kaltneker und Paul Zsolnay die hektographierte literarische Zeitschrift „Das neue Land“ heraus. Nach dem Gymnasium begann er ein Jurastudium, das durch den Ausbruch des Ersten Weltkrieges unterbrochen wurde. Er diente als Einjährig-Freiwilliger in Wolhynien und Italien. Anschließend studierte er zu Ende, promovierte 1919 und heiratete im selben Jahr zum ersten Mal. Mit dem Adelsaufhebungsgesetz 1919 verlor er seinen Titel. Bis 1923 arbeitete er als Bankangestellter, dann als Rechtsanwaltsanwärter in Wien. Doch solche bürgerliche Beschäftigung war wohl nicht seine wahre Berufung: 1925 verließ er seine Familie, ging nach Italien und lebte auf Capri. In Paris machte er die Bekanntschaft des Autors James Joyce.
1928 übersiedelte Flesch-Brunningen als freier Schriftsteller nach Berlin. Zugleich unternahm er Reisen nach Frankreich und Italien. Aber nach der Machtergreifung der Nationalsozialisten war kein Bleiben mehr in Deutschland.
Hans Flesch-Brunningen emigrierte 1933 über die Niederlande nach Großbritannien; Anfang 1934 erreichte er völlig mittellos London, wo er sich mit Gelegenheitsarbeiten über Wasser halten musste. Erst mit der Publikation seiner Texte in englischer Sprache besserte sich seine finanzielle Situation. 1939 heiratete er Sophie Glücksmann († 1947) und wurde Präsident des Freien Deutschen Kulturbundes. 1940 wurde er Sprecher, Übersetzer und Autor beim Londoner Rundfunk und wirkte hier in der von 1943 bis 1956 existierenden österreichischen Abteilung der BBC; 1953–1958 war er Präsident des P.E.N.-Zentrums deutscher Autoren im Ausland; und lebte ab 1963 wieder in Wien, ab 1972 war er verheiratet mit der Schriftstellerin Hilde Spiel. 
Der Schriftsteller und Freund Hermann Kesten porträtierte Flesch zum 80. Geburtstag:

„Hans Flesch ist ein wunderlicher Mensch voll wunderlichen Geschichten. Er ist lang und kahlköpfig, lässig und witzig, ein Kritischer Schwärmer, von einem beiläufigen Charme und einer boshaften Jovialität, ein schlaksiger Hypochonder, blasiert und jungenhaft, ein Melancholiker, der aus lauter Zerstreutheit den Heiteren spielt, ein Österreicher, der in der Welt herumgekommen ist, ein amüsanter und spannender Erzähler, der nur einen Bruchteil seiner Erzählungen drucken läßt.“

Sein Grab befindet sich auf dem Friedhof in Bad Ischl, wo 1990 auch Hilde Spiel beigesetzt wurde.

## Literarisches Leben
Mit 17 Jahren publizierte Flesch sein erstes Gedicht in der Zeitschrift Pan, mit 19 schrieb er in Franz Pfemferts Die Aktion. 1914 erschien eine Sondernummer Flesch-Brunningen in der Aktion, auf dem Umschlag eine Porträtzeichnung Fleschs von Egon Schiele. Mit 22 Jahren veröffentlichte Flesch 1917 Das zerstörte Idyll, expressionistische Novellen, im Kurt Wolff Verlag. Flesch-Brunningen wurde durch expressionistische Erzähltexte bekannt und wandte sich dann vor allem dem historischen Roman zu. Die phantastischen Romane und Erzählungen, die er vor seinem Exil veröffentlichte, zählen zu den wenigen qualitätsvollen spät-expressionistischen Texten, die während der Ersten Republik entstanden. Die Erfahrung des Exils schlägt sich in mehreren Werken nieder, so die beiden in London veröffentlichten Romane in Masquerade. The Blond Spider (1938/39) und Untimely Ulysses (1940). Der erste dieser beiden Romane wurde im Frühjahr 2023 in einer Übersetzung von Alexander Pechmann unter dem Titel Maskerade von Wolfgang Straub im Wiener Verlag Edition Atelier herausgegeben. 2020 hat die Literaturwissenschafterin Evelyne Polt-Heinzl bereits Flesch-Brunningens Exilroman Perlen und schwarze Tränen ebenfalls in der Edition Atelier neu herausgegeben.
Heimito von Doderer schrieb 1955, zum 60. Geburtstag von Flesch-Brunningen:

„Er sieht so aus, wie er schreibt. Immer in Fahrt, immer den Bug in die Fahrt gehoben, immer Schaum drum herum, und immer wird nach neuen Inseln ausgespäht. Der Expressionismus glaubt an neue Inseln. Mehr als das: er weiß, daß man auch die alten, und seien sie noch so schön, nicht mehr sieht, wenn man die neuen nicht sucht, nicht an sie glaubt. Der Expressionismus, in spezifischer Form seiner Euphorie, ist ein allerletzter Nachklag des Zeitalters der Entdeckungen. Flesch stellt diesen Nachklang als konkreten Menschentypus dar, und da er Künstler ist, auch als solchen.“

## Werke (Auswahl)
- Das zerstörte Idyll (Novellen). Leipzig: Kurt Wolf Verlag, 1917.
- Baltasar Tipho, eine Geschichte vom Stern Karina. Wien & Leipzig: Ernst Peter Tal Verlag, 1919.
- Gegenspiel. Wien: Edmund Strache Verlag, 1920.
- Die beiden Wege. Ein Buch der Jugend (Nachwort: Albert Ehrenstein). Baden-Baden: Merlin Verlag, 1929.
- Herz-Weg zur Mitte. Baden-Baden: Merlin Verlag, 1929.
- Auszug und Wiederkehr (Roman). Berlin: Verlag Kunstkammer M. Wasservogel, 1929.
- Die Amazone (Revolutionsroman). Berlin: Propyläen Verlag, 1930.
- Vertriebene. Von Ovid bis Gorguloff (Essays). Wien & Leipzig: Verlag Elbmühl, 1933.
- Die Herzogin von Ragusa. Roman aus dem Baden-Baden der Befreiungskriege. Salzburg: Bergland Verlag, 1935.
- Alcibiades Beloved of Gods and Men (Roman). London: Putman, 1935 (unter dem Pseudonym Vincenz Brun).
- The Blond Spider (Roman). London: Jonathan Cape, 1939 (unter dem Pseudonym Vincent Brun).
- Masquerade (Roman). New York:  Carrick & Evans, 1939 (US-amerikanische Ausgabe von "The Blond Spider"). Übersetzung (Übersetzer: Alexander Pechmann, Herausgeber: Wolfgang Straub): Edition Atelier, Wien 2023.
- Untimely Ulysses (Roman). London: Jonathan Cape, 1940 (unter dem Pseudonym Vincent Brun).
- Perlen und schwarze Tränen (Roman). Hamburg: Kröger Verlag, 1948. Neuausgabe: Nymphenburger Verlag, München 1980. Neuausgabe (Vorwort: Evelyne Polt-Heinzl): Edition Atelier, Wien 2020.
- Die Teile und das Ganze (Roman). Wien & Hamburg: Paul Zsolnay Verlag, 1969.
- Zwischen Central und Museum. Wien & München: Verlag Jugend und Volk, 1970.
- Die Frumm. München: Nymphenburger Verlag, 1979.
- Das Forum Romanum. Frankfurt am Main: Ullstein Verlag, 1981.
- Die verführte Zeit. Lebenserinnerungen; herausgegeben und mit einem Nachwort versehen von Manfred Meixner. Wien & München:Verlag Christian Brandstätter, 1988, ISBN 3-85447-261-7.